# Fort van Brégançon

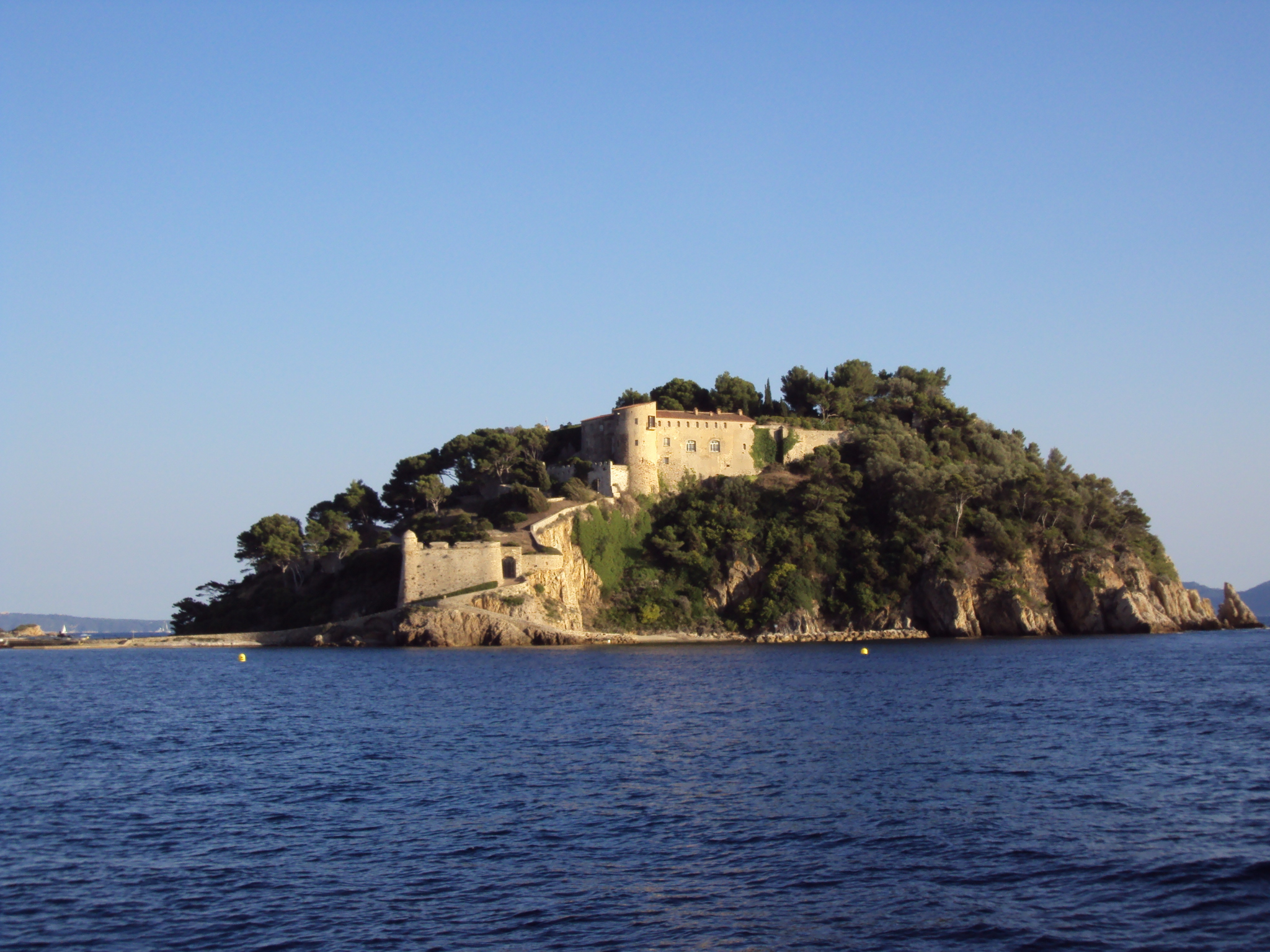
Het fort

Het Fort van Brégançon is een fort, gelegen op een klein schiereiland in de Middellandse Zee behorende tot het grondgebied van de Zuid-Franse gemeente Bormes-les-Mimosas. Het fort uit de 17e eeuw is sinds 1968 officieel onderkomen van de president van Frankrijk, maar is sinds 2013 publiekelijk toegankelijk. Het is sinds 1968 een monument historique van nationaal belang ("classé"). 
Oorspronkelijk was het schiereiland een eiland maar het werd verbonden met het vaste land in opdracht van Charles De Gaulle.
Het eiland is sinds 1924 onderdeel van een beschermd natuurgebied.